# Claes Ekeblad de jongere
Graaf Claes Ekeblad (de jongere) (Elbląg, 30 maart 1708 - Stockholm, 26 oktober 1771) was een Zweeds lid van de rijksraad en staatsman. Ekeblad was de zoon van Claes Ekeblad de oudere en Hedvig Mörner. Hij studeerde bij de Universiteit van Uppsala en bij de academie in Turku, alsook bij andere buitenlandse universiteiten. Hij was getrouwd met Eva Ekeblad.
- Gemeinsame Normdatei: 1135952698
- International Standard Name Identifier: 0000 0000 5190 8124
- LIBRIS: 283598
- Virtual International Authority File: 68911949
- WorldCat: E39PBJhhqFr3hPM6dxjWWFgR8C